# Neocheritra theodora
Neocheritra theodora är en fjärilsart som beskrevs av Druce 1885. Neocheritra theodora ingår i släktet Neocheritra och familjen juvelvingar. Inga underarter finns listade i Catalogue of Life.